# بطولة العالم لكرة الطائرة للرجال 1970
أقيمت بطولة العالم لكرة الطائرة للرجال 1970 في دورتها السابعة في صوفيا في بلغاريا في الفترة من 29 سبتمبر وإلى 12 أكتوبر 1970.

## المنتخبات المشاركة
| المجموعة أ – صوفيا - بلجيكا - بلغاريا - إيطاليا - إيران - إسرائيل - يوغوسلافيا | المجموعة ب – يامبول - البرازيل - تشيكوسلوفاكيا - فنلندا - المجر - بولندا - الولايات المتحدة | المجموعة ج– هاسكوفو - فرنسا - اليابان - هولندا - كوريا الشمالية - رومانيا - فنزويلا | المجموعة د – كارجلي - كوبا - ألمانيا الشرقية - غينيا - منغوليا - الاتحاد السوفيتي - تونس |

## الترتيب النهائي
| 1. ألمانيا الشرقية 2. بلغاريا 3. اليابان 4. تشيكوسلوفاكيا 5. بولندا 6. الاتحاد السوفيتي 7. رومانيا 8. بلجيكا 9. كوريا الشمالية 10. يوغوسلافيا 11. المجر 12. البرازيل 13. كوبا 14. هولندا 15. إيطاليا 16. منغوليا 17. فرنسا 18. الولايات المتحدة 19. إسرائيل 20. فنلندا 21. إيران 22. تونس 23. فنزويلا 24. غينيا | \| بطولة العالمم لكرة الطائرة للرجال 1970 \| \| -------------------------------------- \| \| · ألمانيا الشرقية · للمرة الأولى \| |
| بطولة العالمم لكرة الطائرة للرجال 1970 | |
| · ألمانيا الشرقية · للمرة الأولى | |